# 愛媛県道・高知県道5号川之江大豊線
愛媛県道・高知県道5号川之江大豊線（えひめけんどう・こうちけんどう5ごう かわのえおおとよせん）は、愛媛県四国中央市から高知県長岡郡大豊町へ至る県道（主要地方道）である。

## 概要
平安時代初期に開かれた北山官道が起源。のち土佐に通じる道として土佐街道（もしくは土佐北街道）と呼ばれた。土佐より瀬戸内海側に通じる主要な陸路として江戸時代には土佐藩の参勤交代の際にも利用されていた。
現在は高知自動車道の川之江JCTから大豊IC間が起点から終点まで並行し、国道32号が整備されているため、交通量は少ない。

### 路線データ
- 起点：愛媛県四国中央市川之江町（港通交差点、国道11号交点）
- 終点：高知県長岡郡大豊町川口（国道439号交点）
- 路線延長 :【愛媛県側】23.5 km（うち現道 23.4km）[1]

## 歴史
- 1972年（昭和47年）2月 - 一般県道102号大豊川之江線を認定
- 1976年（昭和51年）10月 - 愛媛県が主要地方道5号川之江大豊線を認定（高知県は1977年4月）。
- 1993年（平成5年）5月11日 - 建設省から、県道川之江大豊線が川之江大豊線として主要地方道に指定される[2]。

## 路線状況

### 重複区間
- 国道192号（愛媛県四国中央市上分町 - 愛媛県四国中央市金田町半田）
- 国道319号（愛媛県四国中央市新宮町馬立 - 愛媛県四国中央市新宮町新宮）
- 高知県道262号磯谷本山線（高知県長岡郡大豊町川口・地内）

### 道路施設

#### 橋梁
- 榎実大橋（ループ橋）

#### トンネル
- 堀切トンネル
- 笹ヶ峰トンネル

#### 道の駅
- 道の駅霧の森（四国中央市新宮町馬立）

### 事前通行規制区間
四国中央市新宮町馬立辺地床 - 四国中央市新宮町馬立辺地床（延長7.6km）…時間雨量40mm、連続雨量200mmで通行止め。

## 地理

### 通過する自治体
- 愛媛県
  - 四国中央市
- 高知県
  - 長岡郡大豊町

### 交差する道路
| 施設名                 | 接続路線名                          | 備考                         | 所在地 |
| ---------------------- | ----------------------------------- | ---------------------------- | --- |
| 港通交差点             | 国道11号                            | 起点                         | 愛媛県四国中央市川之江町 |
| 川之江郵便局前交差点   | 愛媛県道123号金生三島線             | 県道123号起点                | 愛媛県四国中央市金生町下分北緯34度0分12.2秒 東経133度34分33秒                                                                   |
| 川之江総合支所前交差点 | 香川県道・愛媛県道9号大野原川之江線 | 県道9号終点                  | 愛媛県四国中央市金生町下分北緯34度0分3.8秒 東経133度34分41.4秒                                                                  |
|                        | 国道11号川之江三島バイパス          |                              | 愛媛県四国中央市上分町北緯33度59分45.9秒 東経133度35分0.3秒                                                                     |
|                        | 愛媛県道124号上分三島線             | 県道124号起点                | 愛媛県四国中央市上分町北緯33度59分36.7秒 東経133度35分9.1秒                                                                     |
| 上分小学前交差点 -     | 国道192号                           | 重複区間                     | 愛媛県四国中央市上分町北緯33度59分27.2秒 東経133度35分17.8秒 愛媛県四国中央市金田町半田北緯33度59分32.3秒 東経133度36分25.1秒   |
| 堀切トンネル           |                                     |                              | 愛媛県四国中央市 |
| 〈堀切トンネル南〉 -   | 国道319号                           | 重複区間                     | 愛媛県四国中央市新宮町馬立北緯33度57分53秒 東経133度37分22.8秒 愛媛県四国中央市新宮町新宮北緯33度56分47.2秒 東経133度38分28.5秒 |
| 8 新宮IC出入口         | E32 高知自動車道                    |                              | 愛媛県四国中央市新宮町新瀬川北緯33度55分44.5秒 東経133度38分20.2秒                                                              |
| 道の駅霧の森           |                                     |                              | 愛媛県四国中央市新宮町馬立北緯33度55分44.5秒 東経133度38分20.2秒                                                                |
| 笹ヶ峰トンネル         |                                     |                              | 愛媛県・高知県境北緯33度52分40.32秒 東経133度37分58.23秒                                                                        |
| - -                    | 高知県道262号磯谷本山線             | 重複区間                     | 高知県長岡郡大豊町川口 高知県長岡郡大豊町川口北緯33度46分40.8秒 東経133度39分35.3秒                                             |
| 〈9 大豊IC〉           | 国道439号                           | 終点 大豊ICには国道439号経由 | 高知県長岡郡大豊町川口 |

### 沿線にある施設など
- JR四国 予讃線 川之江駅
- 川之江郵便局
- 四国中央市川之江総合支所
- 新宮ダム
- 四国中央市新宮総合支所
- 笹ヶ峰峠
- E32 高知自動車道
  - 8 新宮IC
  - 馬立PA（県道から脇道にそれる）
  - 立川PA（県道から脇道にそれる）
  - 9 大豊IC